# Segunda instância
A segunda instância é o segundo grau de hierarquia e de jurisdição do poder judiciário, geralmente onde são julgados recursos dos processos advindos dos tribunais de justiça e de alçada da primeira instância.
Os tribunais de segunda instância variam de acordo com o tipo de justiça, tanto na justiça comum, como na justiça especializada.

## No Brasil
Na justiça federal brasileira, os Tribunais Regionais Federais (TRF) são os órgãos responsáveis por revisar os casos já analisados pelos juízes federais de primeira instância. Hoje existem 5 TRF's no Brasil.
No caso da justiça estadual, os tribunais de Justiça são responsáveis por revisar os casos já analisados pelos juízes singulares de primeira instância. No Brasil, são 27 tribunais, um em cada unidade da Federação, cuja competência é julgar recursos das decisões dos juízes de primeiro grau.
No Brasil, os juízes de segunda instância são chamados desembargadores.